# Anton Lauber
Pour les articles homonymes, voir Lauber.
Anton Lauber, né le 18 avril 1961 à Bâle (originaire de Horw et Marbach), est une personnalité politique suisse, membre du Centre.
Il est membre du gouvernement du canton de Bâle-Campagne depuis juillet 2013, à la tête du département des finances et des cultes.

## Biographie
Anton Lauber naît le 18 avril 1961 à Bâle. Il est originaire de Horw et de Marbach, dans le canton de Lucerne. Son père, qui porte le même prénom que lui, est policier et député démocrate-chrétien au Landrat du canton de Bâle-Campagne pendant huit ans dans les années 1970,. Il grandit à Allschwil, dans le canton de Bâle-Campagne. 
Après une maturité de type B (latin-anglais) à Bâle, il fait des études de droit de 1982 à 1988 à l'Université de Bâle, interrompues à plusieurs reprises par sa carrière militaire qui le mène jusqu'au grade de colonel,,. Après avoir obtenu un brevet d'avocat en 1991 puis un doctorat en 1995, il exerce à titre indépendant à Arlesheim à partir de 1996.
Marié à Verena Lauber et père de deux beaux-fils, il réside à Allschwil. Il est de confession catholique.

## Parcours politique
Son premier mandat politique est au législatif communal (Einwohnerrat) d'Allschwil, en 1992. Il accède ensuite au Conseil communal (exécutif) de la commune en 1996 avant de le présider de 2004 à 2013.
Il est élu le 9 juin 2013 au Conseil d'État, en remplacement de son collègue de parti décédé Peter Zwick (de), s'imposant face au candidat du Parti évangélique suisse Thomas Jourdan (par 30 867 voix contre 26 281),. Il entre en fonction en juillet et dirige le département des finances et des cultes. Il est réélu avec le meilleur résultat de l'ensemble des candidats en 2015, 2019 et 2023. Il préside le gouvernement en 2015-16 et 2020-21. 
Il lance des mesures d'économie, notamment la réduction des subsides à l'assurance-maladie et des baisses salariales dans la fonction publique, qui contribuent largement à ce que le canton retrouve les chiffres noirs à partir de 2017,. Il mène ensuite des réformes fiscales, sa révision de l'imposition des entreprises étant acceptée par le peuple en 2019 et celle visant à réduire l'impôt sur la fortune (réduction du taux maximum de 4,6 ‰ à 3,3 ‰ et rehaussement des montants exonérés) fin 2022. 

### Positionnement politique
Il fait partie de l'aile droite de son parti. 